# Леон (Мексика)
Леон-де-лос-Альдама (ісп. León de los Aldama) — місто у Мексиці, у штаті Ґуанахуато. Населення — 1 млн 436733 чол. (на 2010). Є сьомим за чисельністю населення серед міст Мексики та перший в штаті Ґуанахуато. Адміністративний центр муніципалітету Леон. Розвинена шкіряна промисловість.

## Історія
Місто заснував дон Мартін Енрікес де Альманса.

## Відомі люди
- Франціско Еспіноза Асуела — відомий мексиканський поет та письменник.